# Yumbera athertonia
Yumbera athertonia är en tvåvingeart som beskrevs av Daniel J. Bickel 1992. Yumbera athertonia ingår i släktet Yumbera och familjen styltflugor. Inga underarter finns listade i Catalogue of Life.